# Pestřice
Pestřice je přírodní památka  v chráněné krajinné oblasti Šumava,  jižně od Horní Plané nedaleko rakouských hranic v okrese Český Krumlov v okolí stejnojmenné říčky Pestřice, která zde v části svého toku tvoří státní hranici s Rakouskem. Důvodem ochrany je prameniště, vlhké louky a rašeliniště – tokaniště tetřívků.